# Force aérienne philippine
La Philippine Air Force (PhAF) est la force aérienne des Philippines, son nom officiel en Filipino (Tagalog) est Hukbong Panghimpapawid ng Pilipinas.
Alors qu'elle était la plus moderne de l'Asie du Sud-Est dans les années 1960, les problèmes économiques et politiques du pays font qu'actuellement elle est dépassée par les forces voisines mais a un rôle important dans la lutte contre les diverses factions antigouvernementales.

## Historique

### De sa création à la seconde guerre mondiale
L'origine de la PhAF remontent à janvier 1920 quand, alors que les Philippines étaient sous domination des États-Unis, la Curtiss Aeroplane Company School of Aviation entreprit la formation de pilotes militaires philippins au Camp Claudio, à Paranaque, au sud de Manille.
Les forces armées des États-Unis seront stationnées en force dans l'archipel jusqu'au début des années 1990 assurant l'essentiel de la protection aérienne et maritime de celui-ci.
En 1936, un corps aérien, le Philippine Army Air Corps (en) fut créé au sein de l'armée de terre philippine.

### Seconde guerre mondiale

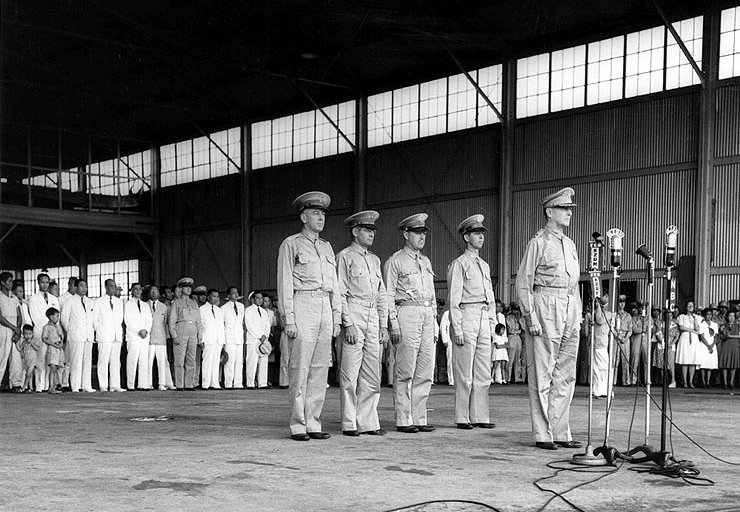
Cérémonie de la Philippine Army Air Corps le 15 août 1941 par le général Douglas MacArthur

Fin 1941, intégré à la United States Army Forces in the Far East, il comptait 28 chasseurs Boeing P-26 Peashooter, 5 bombardiers Martin B-10 et une cinquantaine de biplans et d'avions utilitaires et comprenait 2 132 militaires commandés par 275 officiers, en grande partie américains.
Après l'attaque de Pearl Harbor, ses modestes moyens furent anéantis lors de la bataille des Philippines par l'empire du Japon en 1942 au début des campagnes du Pacifique. Le premier pilote qui perdit la vie durant le conflit fut le Lieutenant César Basa le 12 décembre 1941. Les pilotes philippins aux commandes de leur P-26 ont cependant obtenus quelques victoires contre les appareils japonais tels le Captain Jesus Villamor ou le First Lieutenant José Kare.
Voici l'ordre de bataille au 7 décembre 1941 :
| Nom d'unité              | Matériel         | Base       |
| ------------------------ | ---------------- | ---------- |
| 6th Pursuit Squadron     | 12 P-26A 3 B-10B | Batangas   |
| 9th Observation Squadron | 2 O-46 (en)      | Cabanatuan |
| 10th Bombing Squadron    | 2 B-10B          | Cabanatuan |
| Réserves                 | 16 P-26A Divers  |            |

### Durant la guerre froide

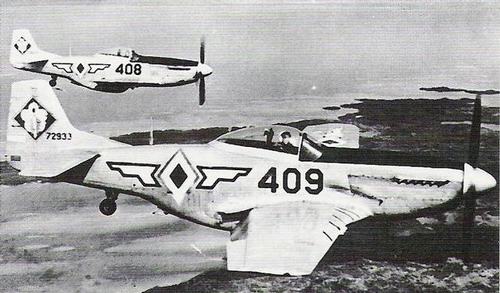
North American P-51D Mustang de la PaF dans les années 1950.

Ce corps aérien reconstitué après la libération de l'archipel s'affranchit le 1er juillet 1947 de la tutelle de l'armée de terre, un an après l'accession à l'indépendance totale de l'archipel.
La jeune force aérienne fut dotée de North American P-51D Mustang en 1949, ils seront utilisés contre les guérillas communiste et islamique qui secouaient déjà le pays.

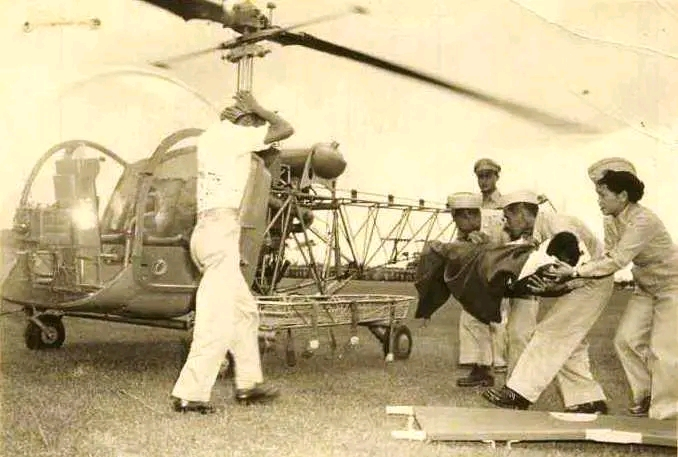
Un H-13 philippin en 1956.

Les premiers avions à réaction firent leur apparition avec l'arrivée des T-33 Thunderbird en août 1955, suivis d'une soixantaine de F-86F Sabre à partir de 1957.

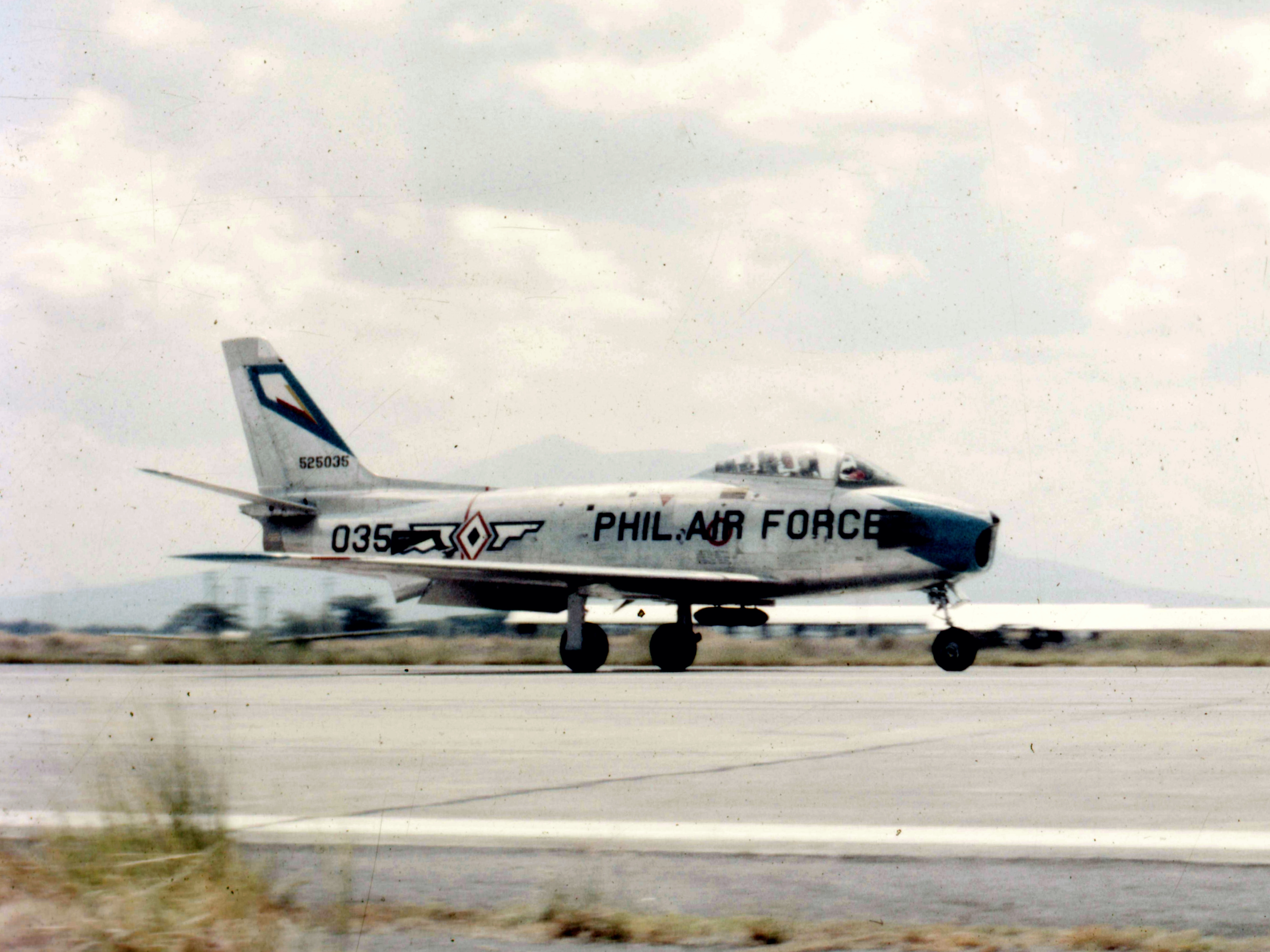
Un F-86F Sabre en 1959.

En 1963, ces derniers volèrent pour l'ONU et affrontèrent durant la crise congolaise l'armée katangaise.
Elle entra dans l'ère supersonique en 1965, lorsqu'elle commença à recevoir des Northrop F-5 Freedom Fighter. Les Philippines ont également utilisé l'excellent chasseur Vought Crusader F-8U à partir de 1977 et ont été avec l'aéronavale française un des derniers pays à le retirer du service actif en 1991.

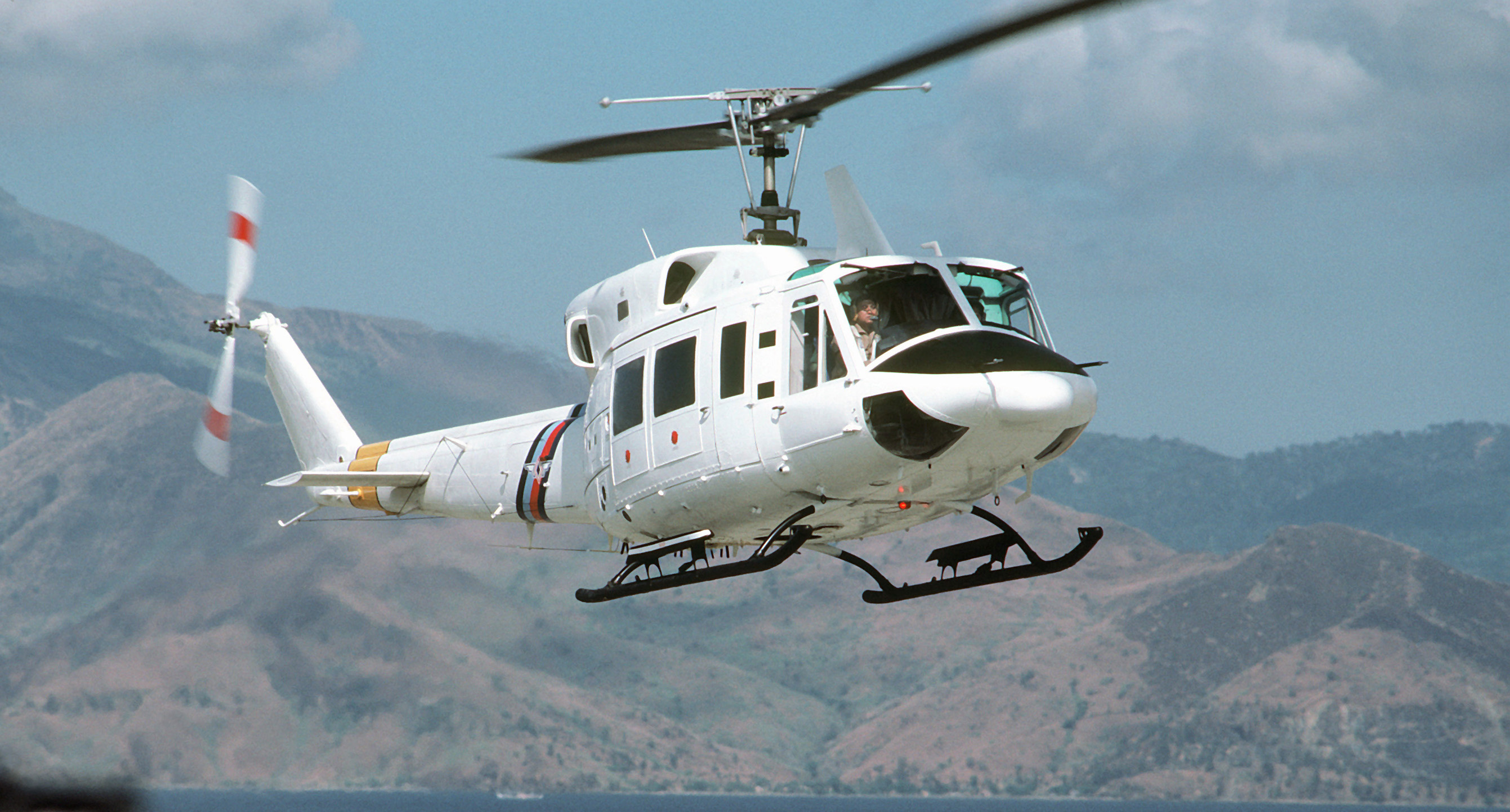
Hélicoptère UH-1N en 1982

Entre 1965 et 1986, sous le régime de Ferdinand Marcos, le pays connut une récession économique telle que les forces armées durent renoncer à se rééquiper. Ainsi, quand il fut renversé en février 1986, la PhAF disposait surtout de matériels adaptés à la lutte anti-guérilla, mais non taillés pour répondre à d’éventuelles menaces extérieures qui, heureusement, ne se précisèrent pas.
Après le départ de Marcos, la montée en puissance des insurgés communistes et des séparatistes musulmans du Front Moro islamique de libération est devenue un problème majeur pour l’armée philippine qui a dû consacrer l’essentiel de ses efforts pour les combattre.
Il y eut une série de six tentatives de coup d'État entre 1985 et 1986 de la part du Reform the Armed Forces Movement (en) pour renverser la présidente Corazon Aquino. La 7e, plus grave, commença le 1er décembre 1989, lorsque trois T-28D Trojan rebelles attaquèrent le palais présidentiel de Malacañang avec des roquettes et des tirs de mitrailleuses, les soldats rebelles ont fait une hypothèse erronée selon laquelle ils ont le contrôle de l'air à travers une neutralisation efficace de la 5e escadre de chasse; les soldats rebelles sur la base Mactan ayant piégé avec succès la plupart des F-5 et empêchant les pilotes d'interférer avec les opérations de la rébellion. À la base aérienne de Basa, il y avait trois F-5A et un F-5B avec capacité partielle de mission. Le major Danilo Atienza (en) commandant du 6e escadron de chasse de cette base décolla avec trois F-5 pour contester la suprématie aérienne aux rebelles. Ses avions bombardèrent le 2 décembre la base de Sangley sous la DCA rebelle et détruisirent 7 T-28, un hélicoptère Sikorsky et un dépôt de carburant mais Atienza fut tué lors de l'attaque lors de l'explosion du dépôt de carburant. L'élimination des T-28 a permis l'arrêt de ce coup d'État. Pour son héroïsme Atienza a été décoré à titre posthume. En l'honneur de son sacrifice l'aérodrome de Sangley Point a été nommé Danilo Atienza Air Base (en).

### La fin de l'ère américaine et lutte contre le terrorisme
En 1991, alors que l’USAF avait décidé d’évacuer la base aérienne de Clark fortement endommagée par l’éruption du volcan Pinatubo, le gouvernement de Manille refusa de renouveler l’accord de 1947 autorisant les États-Unis à utiliser des bases militaires dans le pays. Dès lors, la défense du pays reposa uniquement sur l’armée nationale, la surveillance et le contrôle de l’espace aérien étant placés du jour au lendemain sous la responsabilité d’une dizaine de F-5 appartenant au 6th TFS.
Conscient de la gravité de la situation, le gouvernement du président Fidel Ramos, élu en 1992, élabora une loi de programmation militaire sur quinze ans visant à moderniser les armées qui fut approuvée le 19 décembre 1996.

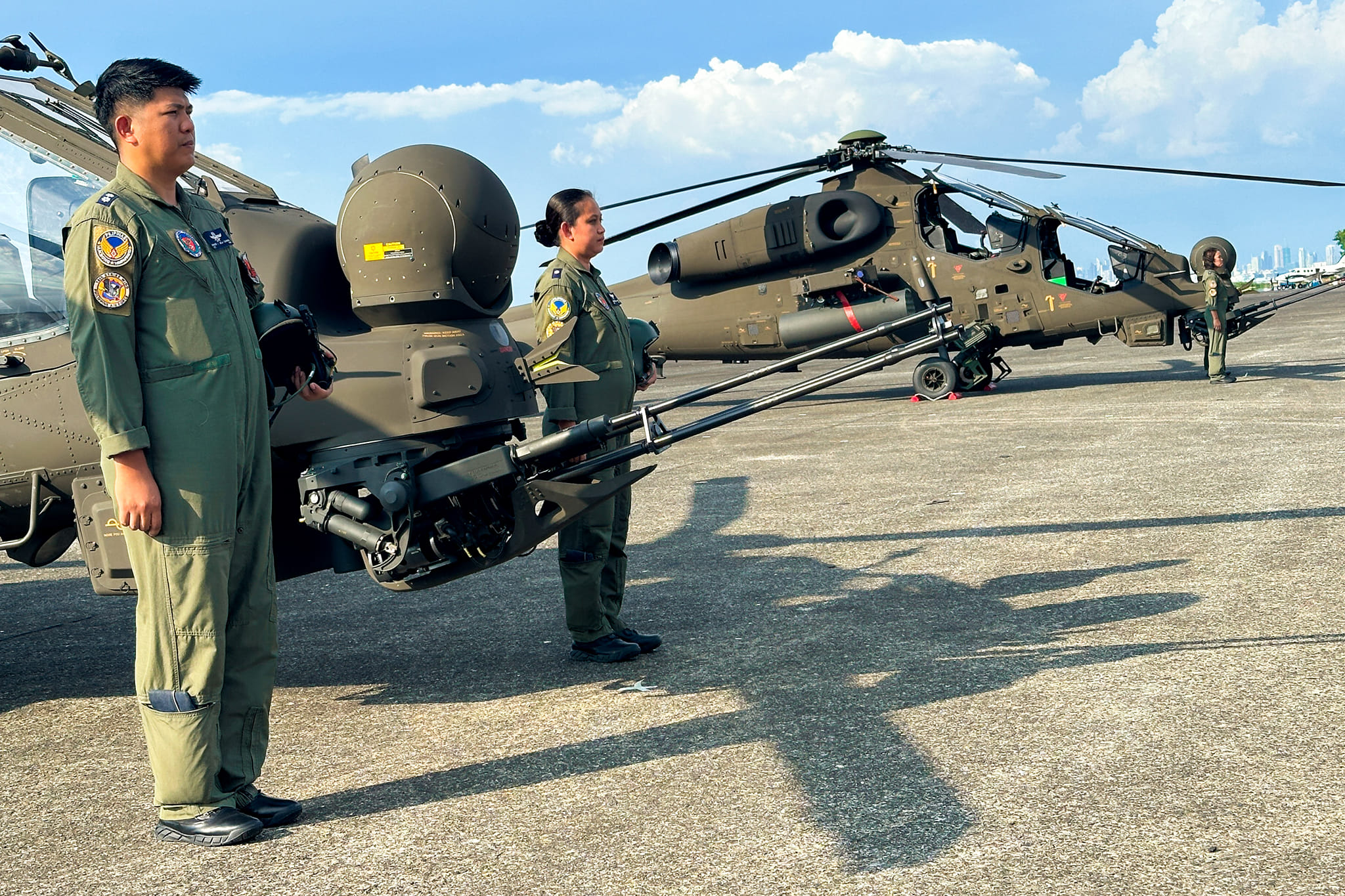
Deux T-129 de la PAF, l’un des plus modernes de sont inventaire.

Sur les 330 milliards de pesos philippins prévu par cette loi, la majeure partie était réservée à l’acquisition de matériels, à savoir pour la PhAF, des nouveaux chasseurs, des radars, et des avions de patrouille maritime. Malheureusement, la crise économique asiatique en 1997 mit fin au rêve des aviateurs philippins. Avant la dépréciation de la monnaie nationale, la parité était de 26 pesos pour un dollar US, après il fallut compter 50 pesos, si bien que le budget prévu a quasiment fondu de moitié.
De plus, c’est le moment qu’ont choisi les communistes pour recommencer à se manifester, obligeant les forces armées à renouer avec la contre-insurrection. La modernisation ne s’est donc faite qu’en fonction des besoins opérationnels de sécurité intérieure.
Parallèlement, l’état-major s’employa à restructurer la force aérienne afin de la rendre plus réactive. Ainsi les unités furent organisées non plus suivant des critères géographiques, mais selon leur rôle, avec l’instauration de cinq grands commandements, dont un de réserve et un de soutien logistique, les trois autres étant chargés de la formation et de l’entraînement, des opérations tactiques et de la défense aérienne. Ce dernier, pour répondre au vœu du ministère de la Défense qui souhaitait mettre l’accent sur les opérations de sécurité intérieure, fut toutefois ramené au rang d’escadre le 31 mars 2005, tandis que le 5th Fighter Wing qui lui était rattaché devant le 5th Tactical Fighter Group.
Dix ans après le lancement de ce programme, les objectifs sont encore loin d’avoir été atteints, mais devant la résurgence du terrorisme et de la guérilla, des solutions ont néanmoins été trouvées et la priorité a été donné au reconditionnement d’appareils sous cocon.
Alors qu’en 2002, il n’y avait plus qu’une vingtaine d’hélicoptères et quelques avions de transport et d’entraînement en état de vol (Les F-5 ont été cloués au sol après le crash de l’un des 8 derniers exemplaires le 2 mai 2001 avant d’être rayés des registres le 1er octobre 2005), une quarantaine d’aéronefs ont été remis en service.
Reconnaissant l’importante contribution des Philippines dans la guerre contre le terrorisme, le président des États-Unis George W. Bush leur a accordé le statut d’« allié majeur hors OTAN » au mois d’octobre 2003.
Ce statut permet de bénéficier en priorité des matériels excédentaires des forces américaines, de participer aux différentes missions de coopération menées à travers le monde et par ailleurs l’entretien des C-130 Hercules de transport est effectué aux frais du gouvernement américain.
Une vingtaine d’hélicoptères utilitaires UH-1 des stocks de l’armée américaine devraient rejoindre ses rangs ainsi que des avions de transports légers et d’autres Hercules.
2005 marque un tournant dans l'histoire de la PAF avec le retrait des derniers F-5. Cet événement laisse la défense aérienne et les missions de police de l'air aux S.211, seuls avions militaires à réaction philippins dont 4 ont été reconditionnés sur les 24 commandés dans les années 1980.

### Renaissance depuis 2010
Principalement engagée dans la lutte anti insurrection et les opérations humanitaires, la PAF se voit renforcée en février 2010, en passant un contrat pour la livraison dans l'année de 8 hélicoptères polonais multirôles PZL W-3A pour 3 milliards de pesos philippins (64 millions de dollars américain).
Les Philippines reçoivent leur premier lot de bombes guidées laser Paveway de Raytheon en octobre 2010, elles sont utilisés au combat pour la première fois le 2 février 2012 par les OV-10 Bronco.
La PAF fut fortement mobilisée en 2013 après le passage du typhon Haiyan (ou Yolanda), mais ces opérations relevèrent alors manque le moyen de l'armée de l'air philippine. Celle ci ne disposait alors que de trois C-130 opérationnels, ainsi qu'un nombre insuffisant d'hélicoptères de transports.
Il faut attendre 2015, 10 ans après le retrait des F-5, pour que la PAF soit de nouveau dotée de chasseurs supersoniques avec la livraison de 12 FA-50PH. Ils sont le fer de lance de la modernisation de l'armée de l'air commencée en 2012 et ne tarderont pas à être utilisés au combat.
Si le typhon Haiyan avait pointé les faiblesses de la PAF, la bataille de Marawi en 2017 mis en avant les avancées faites depuis 2012 et l'accélération de la loi de modernisation des forces armées. La logistique aérienne des opérations fut assurée par les C-130, C-295, UH1, Bell 412 et Sokół . Le Fokker F28 présidentiel fut lui aussi utilisé pour évacuer les soldats blessés. Les frappes aériennes ont été conduites par les FA-50PH et AW129 dernièrement livrés, ainsi que par les OV-10 Bronco, SF-260 et MD-520 rompus aux combats. Seule la surveillance fut assurée par l’Australie et les États-Unis avec leurs P-3 Orion, les Philippines ne disposant alors d'aucun appareil similaire.
En juillet 2017, la PAF exposa un de ses FA-50PH équipé de missiles air-sol AGM-65 Maverick.

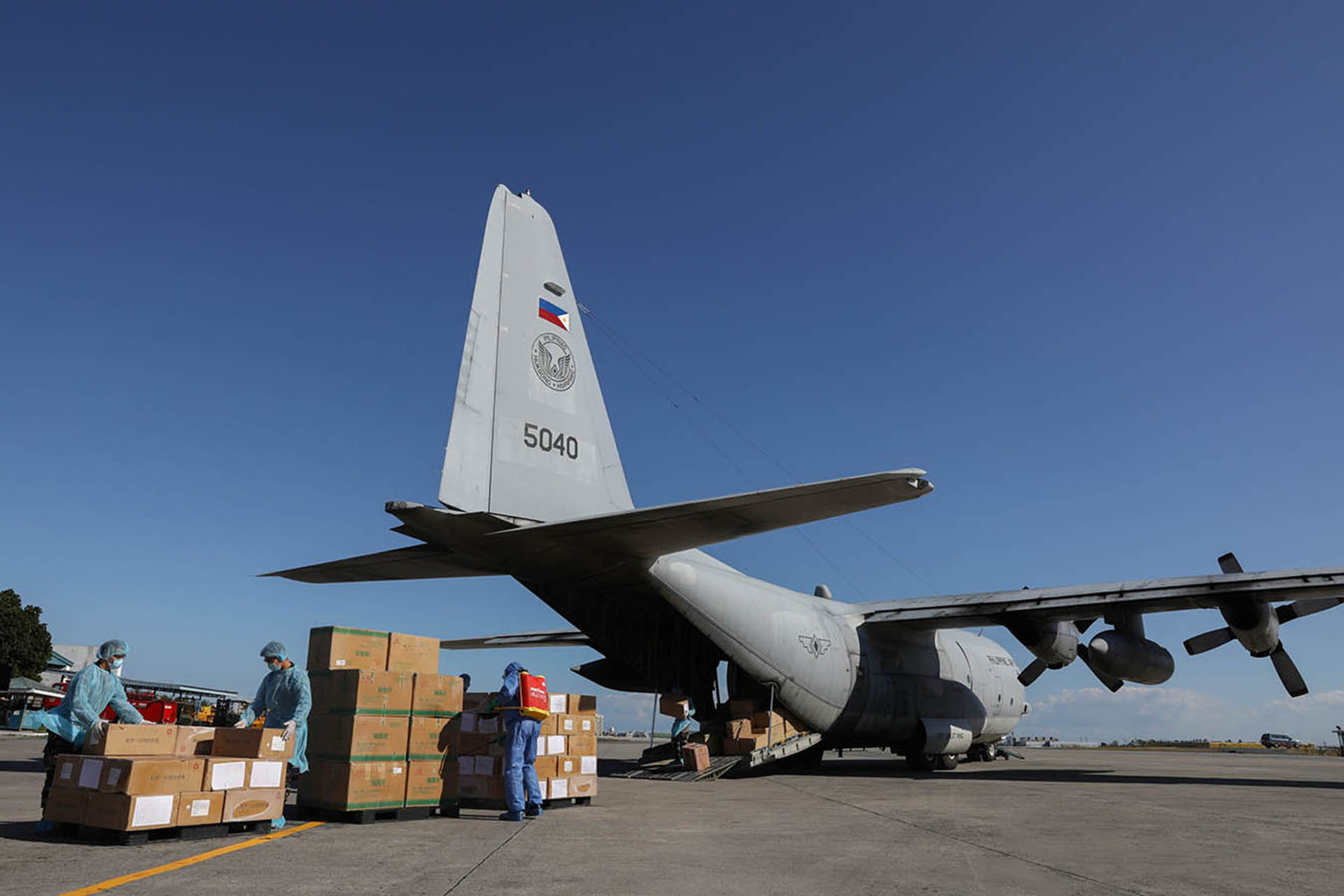
Un C-130 de la PAF durant la pandémie de Covid-19

La pandémie de Covid-19 mis de nouveau sous pression les escadrons de transport de la PAF. Dotée de seulement cinq C-130 elle est alors privée d'un C-130H (perdu dans un incendie en 2019), d'un C-130H en maintenance à Cebu et d'un C-130T en maintenance en Europe. C'est donc avec seulement deux appareils disponibles que les Philippines organisent les opérations de rapatriement et de collecte de matériel médical à l'étranger; les C-295, NC-212i et GAF Nomad opérant sur le territoire national. Le gouvernement décida alors, durant l'été 2020, l’acquisition de deux C-130H d'occasion et de cinq C-130J neufs auprès des États-Unis ce qui porterait le nombre total de C-130 en dotation à dix (le dernier C-130B arrivant en fin de vie). Finalement, en octobre 2023, 3 C-130J-30 sont commandés pour une livraison en 2026 3 C-130J-30 commandés en octobre 2023 pour une livraison en 2026.
Malgré les efforts et les acquisitions plutôt nombreuses dans le cadre du plan de modernisation des forces, le retard accumulé dans le renouvellement des flottes (en particulier celle des hélicoptères de transport) peine à se résorber alors que commence la décennie 2020. Le 23 juillet 2020 le crash d'un UH-1D fait 4 morts dans la province d'Isabela. En septembre 2016, c'est un S-76 qui s'écrase sur l'île de Basilan faisant là aussi 4 morts. Le 16 janvier 2021 un UH-1H s'écrase dans la province de Bukidnon et fait 7 victimes. Cette série d'accidents finira finalement par convaincre le gouvernement philippin et le président Rodrigo Duterte de se lancer dans le remplacement total des hélicoptères datant de la guerre de Viêt Nam. La série noire continue cependant avec le crash d'un S-70 Back Hawk le 23 juin 2021 (6 morts) et celui d'un C-130H le 4 juillet 2021 à Jolo qui fait plus de 50 morts sur les 96 personnes à bord. L'appareil en question avait été transféré des États-Unis en janvier de cette même année.

## La PAF et la loi de modernisation des forces armées

### Aviation de combat

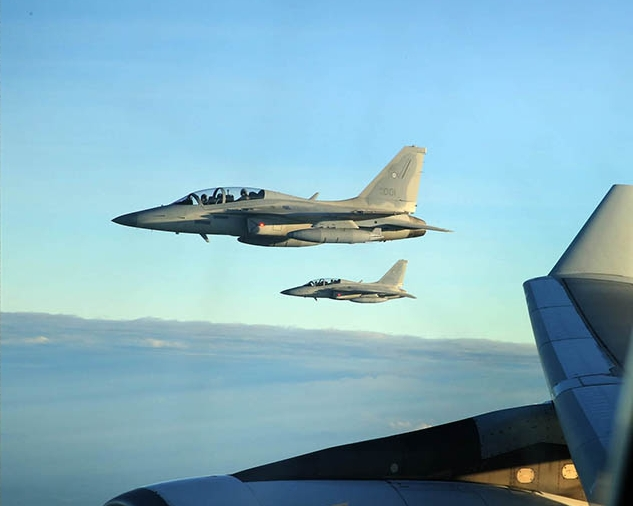
Deux TA-50 Golden Eagle biplaces en février 2016. Il s'agit à cette date des plus récents et performants avions de combat philippins.

En décembre 2011, le gouvernement des Philippines fait une demande pour douze F-16 Fighting Falcon de seconde main auprès des États-Unis dans le cadre d'une tension accrue du conflit en mer de Chine méridionale mais ceux-ci se sont révélés trop onéreux en termes de maintenance. Le 16 mai 2012, le président Benigno Aquino déclare que le prochain avion de combat philippin ne sera pas américain. Le 28 mars 2014, le contrat portant sur l’acquisition de 12 avions d’entraînement et d'attaque coréen FA-50 Golden Eagle est signé, pour un montant de 420 millions de dollars. Les appareils seront livrables en 38 mois et les deux premiers arrivent le 28 novembre 2015 et les derniers en mai 2017. Destinés au 5th Fighter Wing, ils sont basés à la Basa Air base, Pampanga. L’acquisition de FA-50 supplémentaires est régulièrement évoquée, l'appareil ayant satisfait les aviateurs philippins durant la bataille de Marawi, mais semble conditionnée à la certification de capacités supplémentaires telles que la détection au-delà de la portée optique (Beyond Visual Range) ou la Liaison 16.
L'achat de chasseurs multirôles lui se précise fin 2019 quand est révélé que l'armée de l'air philippine a sélectionné deux finalistes pour son programme MRF (Multi Role Fighter) : le F16V Viper de Lockheed Martin et le JAS 39 C Gripen de SAAB.

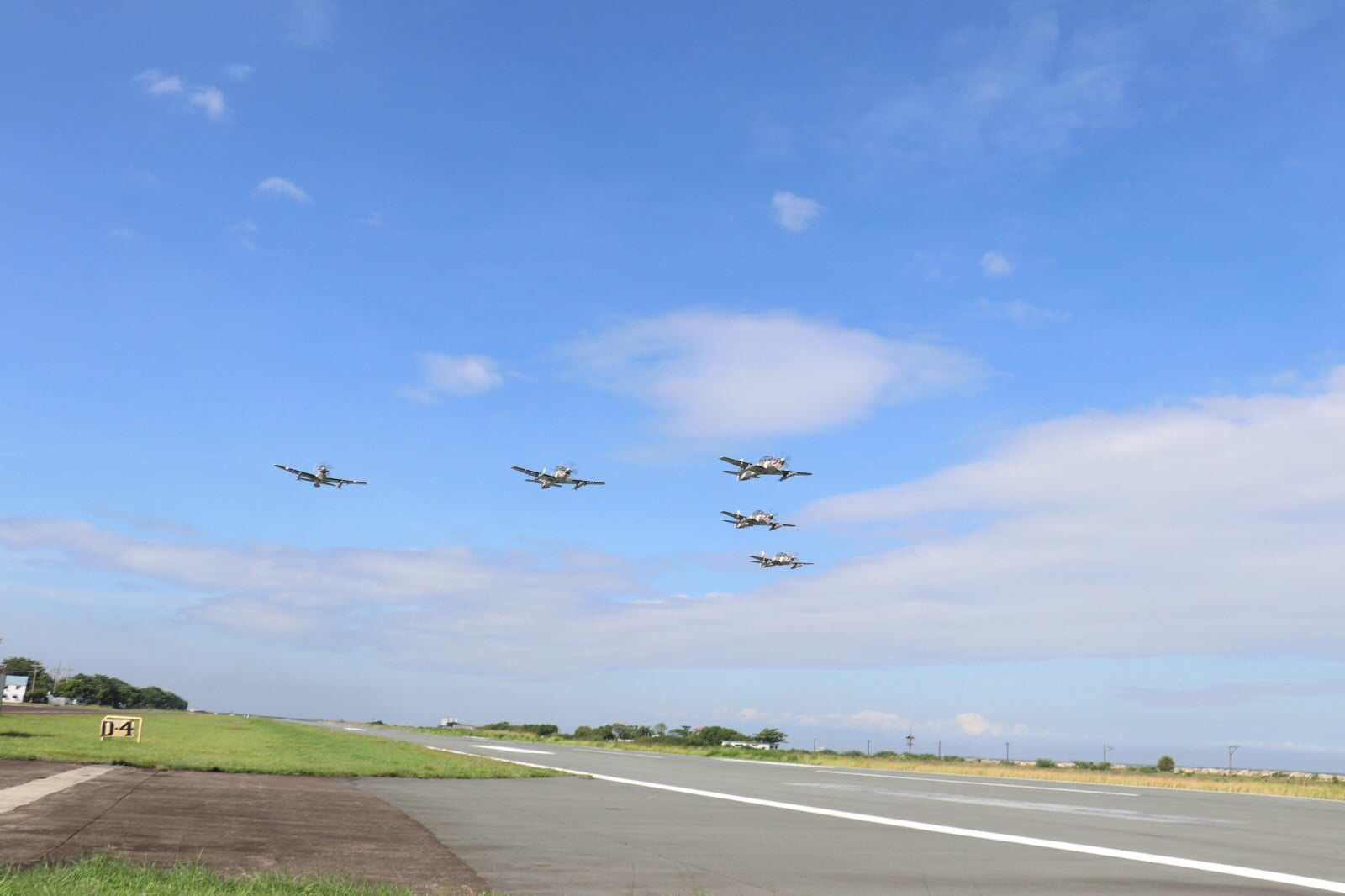
Cinq Tucano arrivant le 20 octobre 2021 à la Danilo Atienza Air Base pour leur entrée en service officielle.

Fin 2017, on annonce l'achat de 6 A-29 Super-Tucano pour environ 100 millions de dollars afin de renforcer les escadrons d'attaque au sol. Ceux-ci sont livrés en septembre 2020. Il fut aussi question en 2018 du transfert de 4 OV-10 Bronco américains et d'un stock important de pièces détachées, mais pour des raisons encore inconnues ces 4 appareils ont finalement été transférés à une compagnie privée, condamnant très probablement les plans de maintenir la flotte Broncos philippins opérationnelle au-delà de 2022.
4,2 milliards de PHP (environ 86 millions de $) sont prévus pour l'achat de 12 appareils d'entrainement avancés afin de remplacer les S.211 et SF.260 et adapter la formation des pilotes aux nouveaux appareils.

### Transport
Les escadrons de transport connaissent quant à eux une augmentation significative de leurs capacités en 2016 avec la réception de 2 C-130T Hercules d'occasion achetés aux États-Unis (qui portent le nombre total en dotation à 5) et la livraison de 4 CASA C-295M neufs. Suivra en 2018 la mise en service de 2 NC-212i achetés à l'indonésien PTDI et en 2019 celle d'un quatrième CASA C-295. 3 C-295W sont livrés à partir de mars 2023, le financement initial est débloqué en novembre 2020.
En réponse à la pandémie de Covid-19, l'acquisition de deux C-130H d'occasion aux États-Unis est annoncé en juillet 2020. Ceux-ci viendrons en remplacement d'un C-130H perdu et en prévision de mise à la retraite du vieillissant C-130B encore en service mais le premier reçu s'écrase le 4 juillet 2021. Le projet d'acheter 5 C-130J neufs est aussi validé par le président Duterte durant l'été 2020 mais devra attendre la validation du budget 2021 avant de pouvoir avancer.

### Hélicoptères

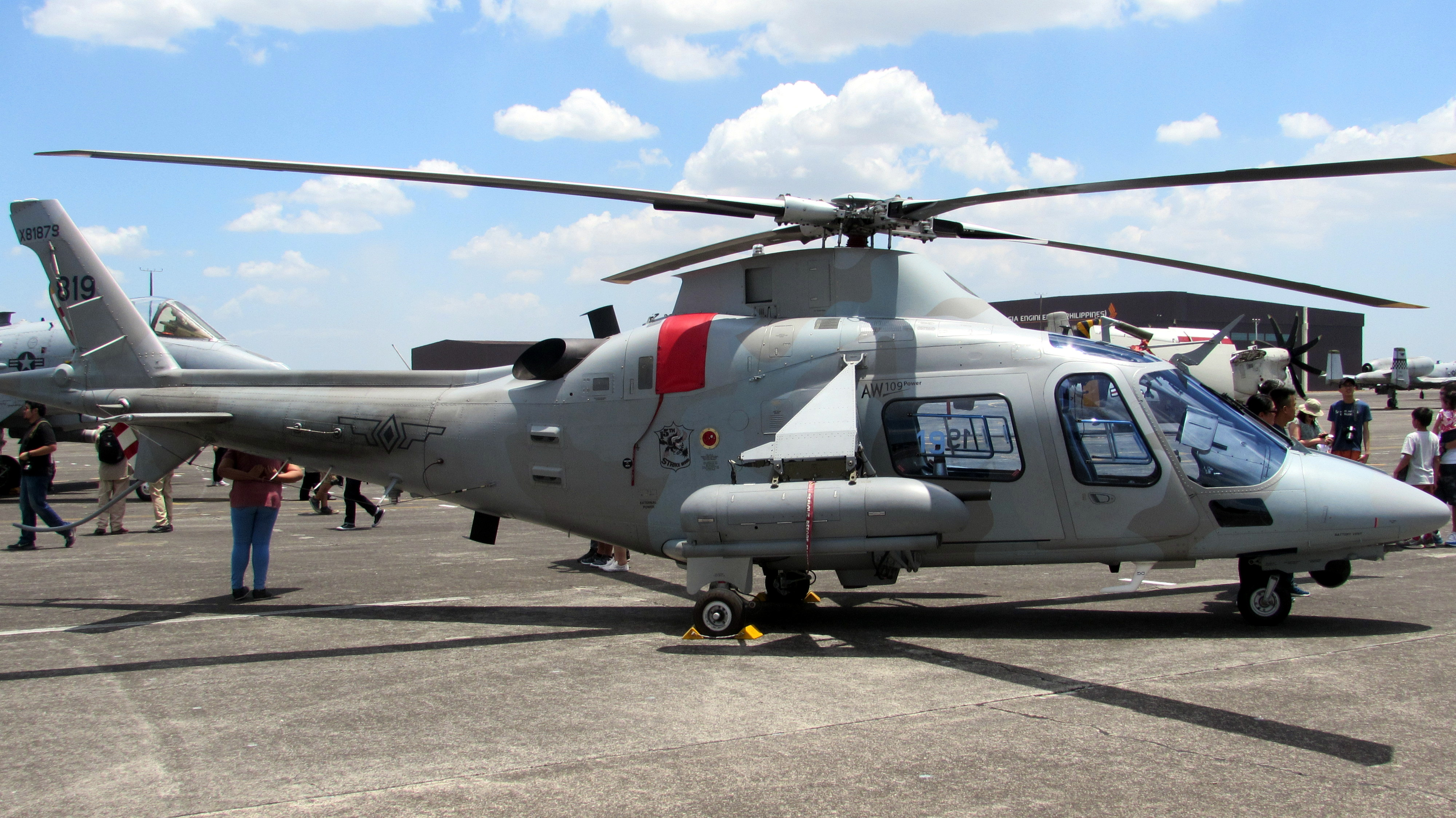
Un AW109 du Strike Wing en 2016.

Afin de commencer le renouvellement des hélicoptères de transport, le gouvernement passe commande de 8 Bell 412EP qui sont livrés en 2015. 3 de ces appareils sont affectés au transport présidentiel en complément des 5 Bell 412HP acquis sous la présidence de Fidel Ramos. Un contrat passé pour 16 supplémentaires fut finalement annulé en 2018 au profit du S-70i Black Hawk construit sous licence en Pologne qui doit être complété par un contrat pour 32 autres S-70i selon les prévisions de décembre 2021.
Dans le domaine des hélicoptères d'attaque, c'est en 2013 que sont commandés 8 hélicoptères AW109 pour 3,4 milliards de pesos (77 millions de dollars). Les premiers sont livrés en décembre 2014 et sont armés de paniers de mitrailleuses et lance-roquettes. Ils seront particulièrement utilisés durant la bataille de Marawi et les leçons tirées de cette dernière poussent les Philippines à se procurer rapidement davantage d'hélicoptères d'attaque.

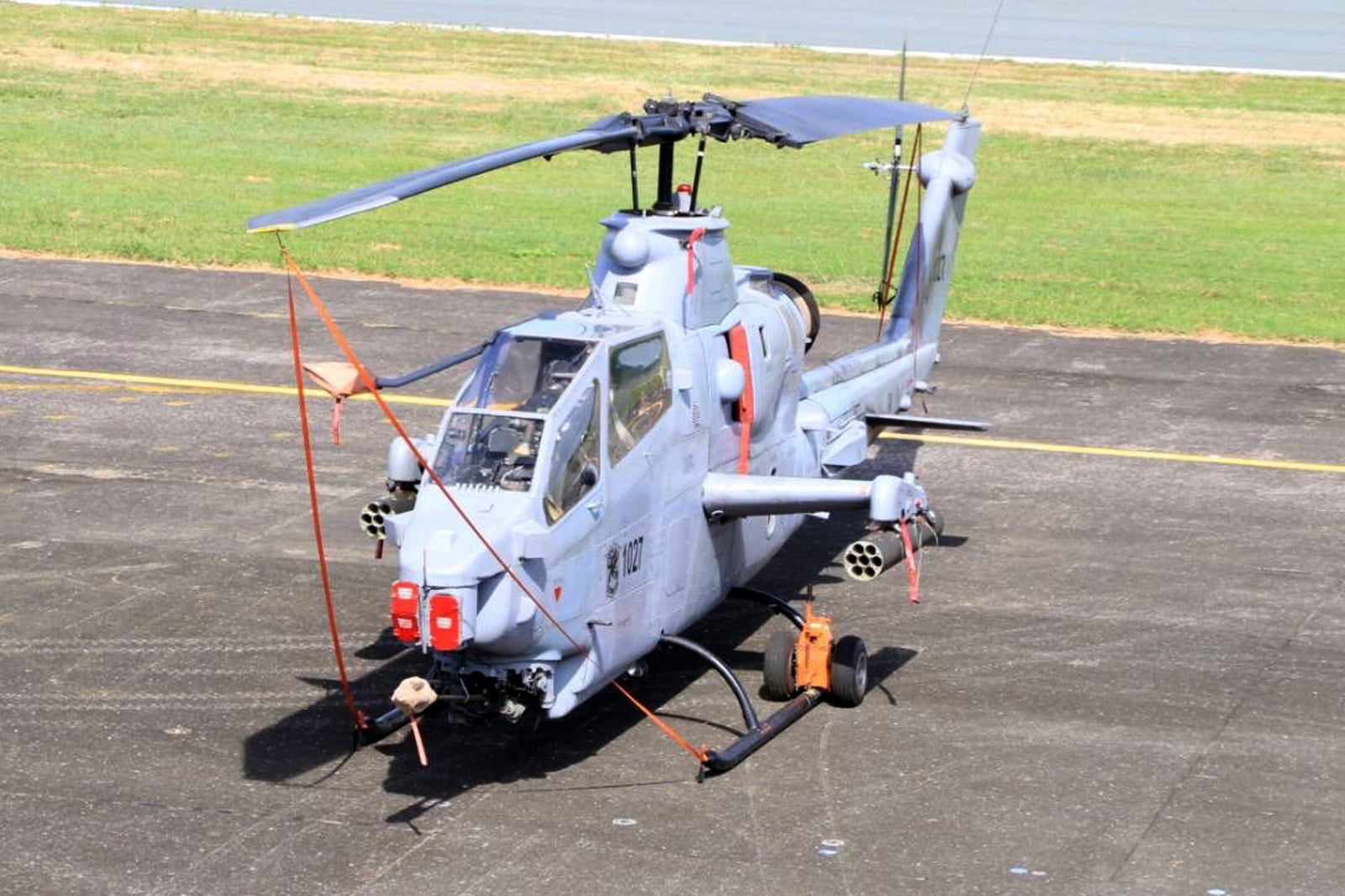
Le premier Cobra réceptionné en unité le 19 novembre 2021 sur la Danilo Atienza Air Base. Il est retiré du service fin 2024.

C'est dans cette optique que le gouvernement annonce en 2018 son intention de se doter, après appel d'offres, d'AT-129 ATAK turques. Mais les sanctions américaines qui frappent la Turquie en 2019 mettent en péril le développement de l'appareil, tant et si bien que le gouvernement philippin a décidé de ré-étudier les offres Bell, Boeing et Sikorsky début 2020,. Les deux premiers sont finalement livrés le 9 mars 2022 pour une entrée en service en mai
Un nouvel appareil est tout de même ajouté auparavant à l'inventaire fin 2019 avec la réception de 2 Bell AH-1S Cobra donnés par la Jordanie dont le premier entre en service le 18 novembre 2021 et l'achat de 6 T-129 ATAK est entériné début 2021. À la suite de la réception des T-129, les Cobra sont retirés le 28 décembre 2024.
Le programme visant l'achat d'hélicoptères lourds fait surface fin 2020 lorsque le département de la Défense annonce être entré en négociations avec la Russie pour l'acquisition de 16 Mil Mi-171. Les discussions restent cependant prudentes, ces appareils pouvant tomber sous le joug des sanctions américaines CAATSA (Countering America's Adversaries Through Sanctions Act).

### Surveillance et drones
En matière de surveillance il était prévu l'achat de deux appareils de patrouille à long rayon d'action neufs mais l'appel d'offres, auquel ont répondu 10 constructeurs, est déclaré nul en août 2014. Le sujet se fit ensuite discret jusqu'en 2019 lorsque le secrétaire à la défense, Delfin Lorenzana, déclara que l'achat de P-3 Orion de seconde main était considéré par l'armée de l'air. Les capacités de surveillance connaissent cependant une légère montée en puissance grâce aux États-Unis en 2017 d'abord, avec le transfert de deux Cessna 208 Caravan de renseignement puis en 2018, avec la livraison d'un système modulaire SABIR (Special Airborne Mission Installation and Response) permettant de doter un C-130 de capacités de surveillance et de reconnaissance.
Enfin c'est en 2019 que les premiers drones MALE sont livrés à l'armée de l'air, avec des Hermes 450 et Hermes 900 achetés à Israël.

### Défense anti-aérienne et systèmes au sol
En janvier 2019, il est confirmé que l'Armée de l'air philippine a sélectionné le système SPYDER de Rafael pour se doter de systèmes d'armes anti-aérien. Celui-ci viendra s’intégrer aux 3 radars de surveillance aérienne fixes commandés en 2014 et livrés en 2019 à l’israélien Elta Systems. Dans le même domaine, les Philippines signent un accord en mars 2020 pour être le premier pays à se procurer un système d'arme japonais complet depuis l'assouplissement, en 2014, de la loi interdisant l'export de matériel de défense, par l'achat de quatre radars de surveillance aérienne à Mitsubishi Electric sous la forme de trois stations fixes et d'une station mobile. Le système radar est complété entre octobre 2022 et mi-novembre 2022.

## Bases aériennes

Localisation des bases aériennes philippines en 2008.

La Philippine Air Force dispose en 2019 de onze bases aériennes localisées dans l'archipel des Philippines :
- Harold Clark Air Base, Pampanga
- Basa Air Base, Pampanga
- Jesus Villamor Air Base, Pasay
- Danilo Atienza Air Base, Cavite City
- Basilio Fernando Air Base, Batangas
- Antonio Bautista Air Base, Palawan
- Benito Ebuen Air Base, Cebu
- Edwin Andrews Air Base, Zamboanga
- Rajah Buayan Air Base, General Santos
- Lumbia Airfield, Cagayan de Oro
- Cubi Point Air Base, Subic bay

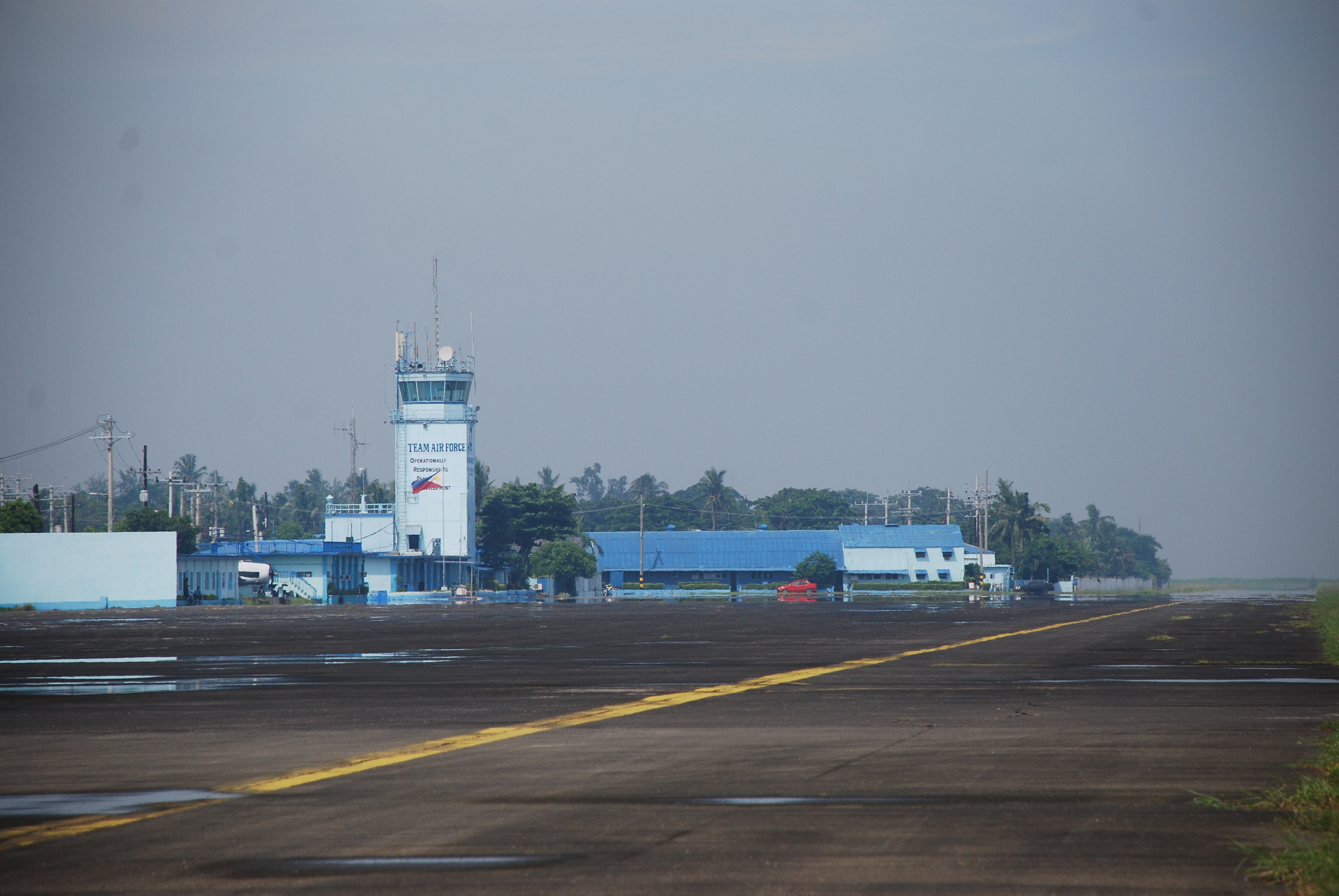
Tour de contrôle de Danilo Atienza Air Base.

Depuis les années 1970, la PAF dispose aussi d'une base sur l'île de Pag-asa nommée Rancudo Airfield. Dotée d'une piste de 1 300 mètres, d'importants travaux de remise en état sont prévus en 2020.
En 2015, l'ancienne base américaine de Cubi Point sur la base navale de Subic Bay est rouverte par la force aérienne philippine.
En 2017, l'ancien aéroport de Cagayán de Oro commence sa conversion en base militaire. Nommé Lumbia Airfield il accueillera la 15th Strike Wing (transférée depuis la Danilo Atienza Air Base, "Sangley Point" Cavite afin de laisser place au développement d'un aéroport commercial) et sera l'une des bases d’accueil des troupes américaines dans le cadre du plan de coopération militaire renforcé (Enhanced Defense Cooperation Agreement - EDCA) signé en 2014.
Une nouvelle base, dont les travaux ont commencé en 2019, doit voir le jour sur l'île de Balabac, Palawan.

## Organigramme en 2022

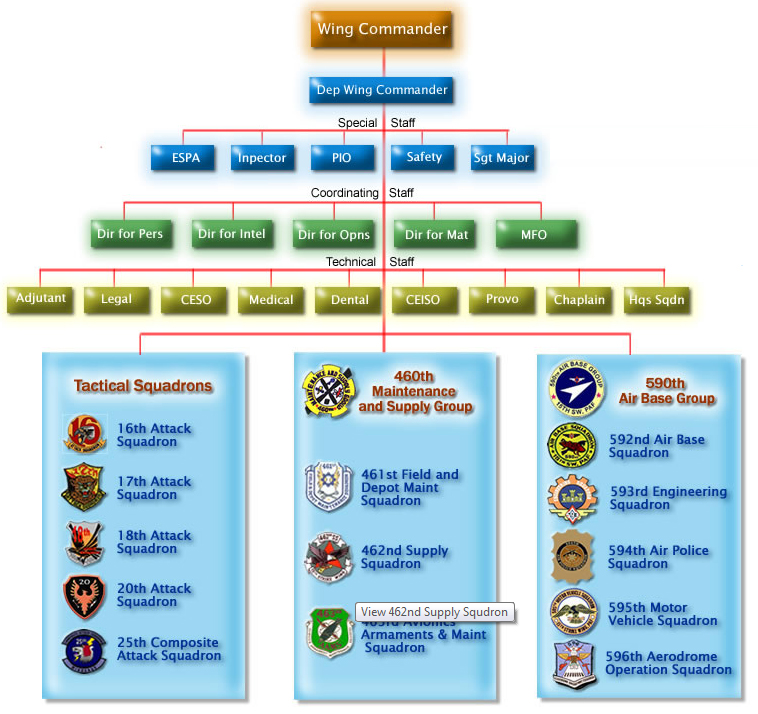
Organigramme de la de combat.

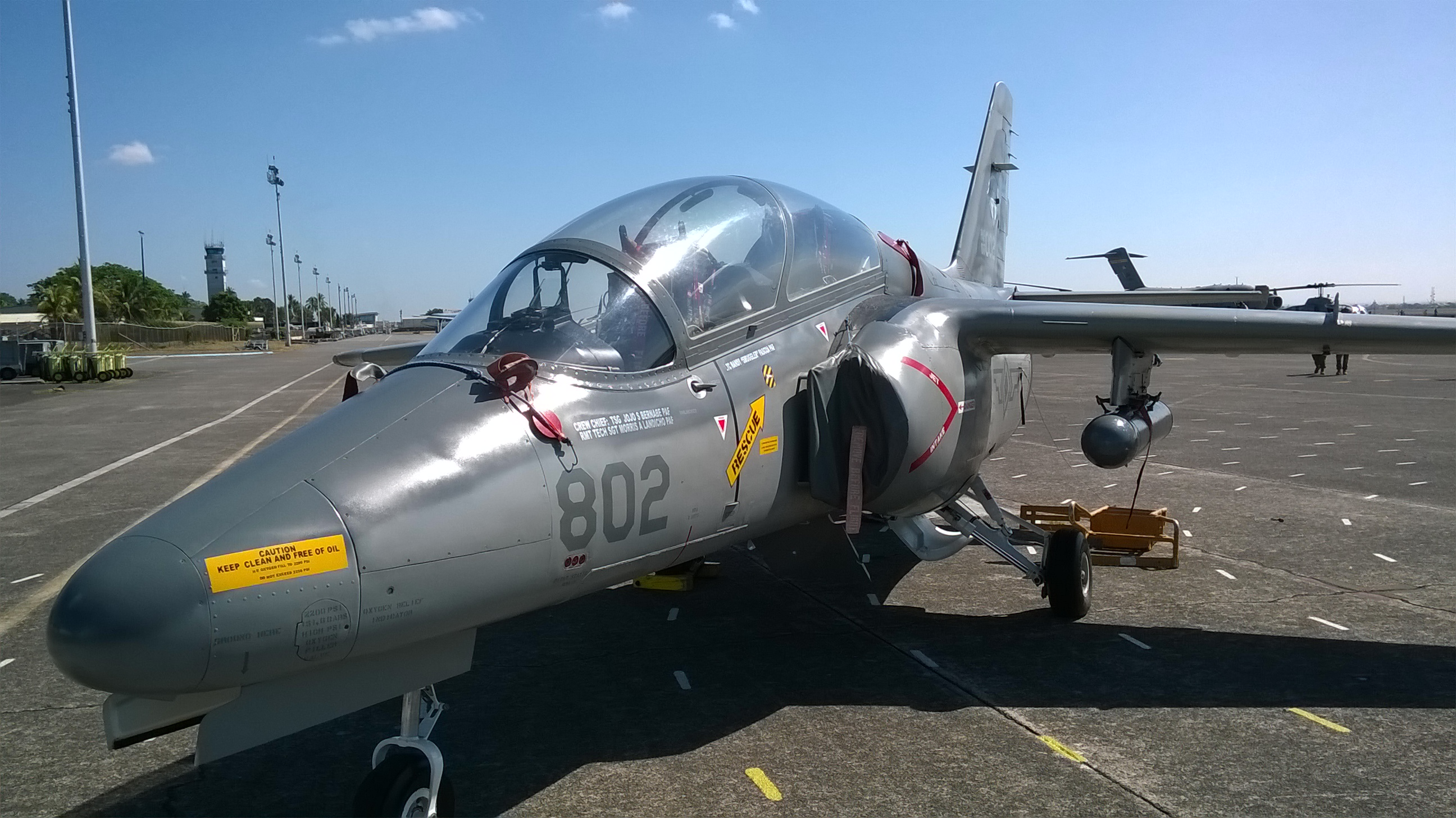
Un SIAI Marchetti S.211 philippin avec des paniers de roquettes en 2016.

| 5th Fighter Wing                               | Basa AB, Pampanga                                         |
| ---------------------------------------------- | --------------------------------------------------------- |
| 7th Tactical Fighter Squadron (Bulldogs)       | FA-50PH                                                   |
| 105th Fighter Training Squadron (Blackjacks)   | S.211                                                     |
| 15th Strike Wing                               | HQ, Maj. Danillo S. Atienza AB, Sangley Point, Cavite     |
| 16th Attack Squadron (Eagles)                  | EMB 314 Super Tucano, SF.260TP                            |
| 17th Attack Squadron (Jaguars)                 | OV-10A/C/M                                                |
| 18th Tactical Air Support Squadron (Falcons)   | AW109 Power, T-129 ATAK                                   |
| 20th Attack Squadron (Firebirds)               | MD-520MG, Bell AH-1 Cobra                                 |
| 205th Tactical Helicopter Wing                 | HQ, Benito Ebuen AB, Mactan Island, Cebu                  |
| 206th Tactical Helicopter Squadron (Hornets)   | Bell 412EP, S-70                                          |
| 207th Tactical Helicopter Squadron (Stingers)  | Bell 412EP, S-70                                          |
| 208th Tactical Helicopter Squadron (Daggers)   | Bell 412EP, S-70                                          |
| 220th Airlift Wing                             | HQ, Benito Ebuen AB, Mactan Island, Cebu                  |
| 221st Tactical Airlift Squadron                | C295, Fokker F27                                          |
| 222nd Tactical Airlift Squadron                | C-130B/H/T                                                |
| 223rd Tactical Airlift Squadron                | N-22B/C Nomad, NC-212i                                    |
| 100th Training Wing                            | Fernando AB, Lipa                                         |
| 101st Primary Flying Traning Sqn (Layang)      | T-41D                                                     |
| 102nd Basic Flying Traning Sqn (Musang)        | SF.260MP                                                  |
| 505th Search and Rescue Group (Angels)         | HQ, Col. Jesus A. Villamor AB, Pasay, Manille             |
| 5051st Search and Rescue Squadron              | W-3A Sokół, Huey II, Bell 205, S-76, S70                  |
| 5052nd Search and Rescue Squadron              | W-3A Sokół, Huey II, Bell 205, S-76, S70                  |
| 5053rd Search and Rescue Squadron              | W-3A Sokół, Huey II, Bell 205, S-76, S70                  |
| 5056th Search and Rescue Squadron              | W-3A Sokół, Huey II, Bell 205, S-76, S70                  |
| 250th Presidential Airlift Wing (Code one)     | Col. Jesus A. Villamor AB, Pasay, Manille                 |
| 251rst Presidential Airlift Squadron           | Fokker F28, Fokker F27, C295, Hawker 800, Gulfstream G280 |
| 252nd Presidential Helicopter Squadron         | Bell 412EP                                                |
| 300th Air Intelligence and Security Wing       | Antonio Bautista Air Base, Palawan, Puerto Princesa       |
| 3031st Unmanned Aerial Reconnaissance Squadron | ScanEagle, Hermes 450, Hermes 900                         |
| 3032nd Aerial Reconnaissance Squadron          | Cessna 208B                                               |
| 900th Weather Support Group                    | Col. Jesus A. Villamor AB, Pasay, Manille                 |
| 901st Weather Squadron                         | Cessna T-210TG                                            |

## Inventaire des équipements en 2023

### Avions de combat
| Photo | Aéronefs                     | Origine      | Type                                    | Versions | Actifs   | Notes |
|       | KAI FA-50PH                  | Corée du Sud | Chasseur multirole léger                | FA-50PH  | 11 (+12) | 12 livrés entre 2015 et 2017 Un s'écrase accidentellement en tuant ses deux pilotes le 4 mars 2025 lors d'une mission de combat                                                                                            |
|       | Embraer EMB 314 Super Tucano | Brésil       | Avion d'attaque au sol                  | EMB 314  | 6 (+6)   | 6 premiers en remplacement des OV-10 Bronco. Option pour 18 autres. Livrés à partir de septembre 2020. 6 appareils de plus commandés en décembre 2024 après le retrait des deux derniers Bronco                            |
|       | Aermacchi S-211              | Italie       | Jets d'entrainement et d'attaque au sol | S-211    | 4        | 24 livrés dans les années 1980/1990 dont 18 assemblés par Philippine Aerospace Development Corp. Plusieurs unités améliorées localement au standard "Warrior" pour l'attaque au sol. Au moins 7 perdus entre 1992 et 2012. |

### Avions de transport
| Photo                                 | Aéronefs                       | Origine           | Type                     | Versions    | Actifs                                                                                         | Notes |
|                                       | Lockheed Martin C-130 Hercules | États-Unis        | Avion de transport lourd | C-130B/H/T  | 5 (+3)                                                                                         | 1 C-130B, 2 C-130H, 2 C-130T. Un C-130H s'est écrasé le 4 juillet 2021. Un don de 3 C-130 de seconde main a été annoncé en mai 2023 par l'USAF. |
| Lockheed Martin C-130J Super Hercules | C-130J-30                      | États-Unis        | Avion de transport lourd | 0 (+3)      | Commande passée en 2023 pour livraisons prévues en juillet 2026, octobre 2026 et janvier 2027. | |
|                                       | CASA C295                      | Espagne           | Avion de transport moyen | C295M C295W | 6                                                                                              | 3 C295M livrés en 2016 et 3 C295W livrés en 2022.                                                                                               |
|                                       | Fokker F27 Friendship          | Pays-Bas          | Avion de transport moyen | F27-MPA     | 2                                                                                              | L'avion n°59-0259 est retiré du service début 2023 après 63 ans de service.                                                                     |
|                                       | CASA C-212                     | Espagne Indonésie | Avion de transport léger | NC-212i     | 2 (+6)                                                                                         | 2 livrés en 2018, 6 autres commandés en 2019. Remplacement à moyen terme des GAF Nomad                                                          |
|                                       | GAF Nomad                      | Australie         | Avion de transport léger |             | 4                                                                                              | 20 livrés + 15 pour la Marine philippine |
|                                       | Fokker F28 Fellowship          | Pays-Bas          | Avion de transport léger | F28-3000    | 1                                                                                              | Avion présidentiel, aussi utilisé pour les évacuations sanitaires                                                                               |

### Hélicoptères
| Photo                      | Aéronefs             | Origine                            | Type                                               | Versions     | Actifs                                          | Notes |
|                            | TAI T-129 ATAK       | Turquie                            | Hélicoptère d'attaque                              | T-129B       | 6                                               | Achat de 6 T-129 en 2018. Livraison des deux premiers le 9 mars 2022.                                                                                              |
|                            | MD 500 Defender      | États-Unis                         | Hélicoptère d'attaque                              | MD-520MG     | 16                                              | Version spécifique aux Philippines du MD 500 Defender entrée en service à partir de 1990, au nombre de 25                                                          |
| Hélicoptère d'entrainement | MD 500 Defender      | États-Unis                         | MD-500E                                            | 1            | Transféré d'une agence gouvernementale          | |
|                            | AgustaWestland AW109 | Italie                             | Hélicoptère d'attaque                              | AW109 Power  | 8                                               | 8 livrés en 2015, équipés de nacelles de mitrailleuses et lance-roquettes                                                                                          |
|                            | Bell 412             | Canada                             | Hélicoptère de transport                           | 412EP/HP     | 5 (+8)                                          | 5 des 8 Bell 412EP livrés en 2015. 8 Bell 412EPX commandés fin 2023.                                                                                               |
|                            | Bell UH-1 Iroquois   | États-Unis                         | Hélicoptère de transport                           | Bell Huey II | 2                                               | La PAF acquit une licence pour améliorer ces appareils en 2003 |
| Super Huey                 | Bell UH-1 Iroquois   | États-Unis                         | Hélicoptère de transport                           | 4            | ,                                               | |
|                            | S-70 Back Hawk       | Pologne                            | Hélicoptère de transport                           | S-70i        | 20 (+27)                                        | 16 commandés en avril 2020 et 15 en août 2021 qui remplaceront les UH-1. 6 livrés en novembre 2020, 5 en juin 2021, 5 le 3 décembre 2021. 1 perdu le 23 juin 2021. |
| États-Unis                 | S-70 Back Hawk       | Hélicoptère d'évacuation sanitaire | S-70A                                              | 1            | Anciennement affectés au transport présidentiel | |
|                            | PZL W-3 Sokol        | Pologne                            | Hélicoptère de transport et d'évacuation sanitaire | W-3A Sokół   | 5                                               | 8 livrés en 2013, 3 appareils perdus dans des accidents |
|                            | Bell 205             | États-Unis                         | Hélicoptère d'évacuation sanitaire                 | Bell 205     | 5                                               | Affectés aux opérations Search and Rescue |
|                            | Sikorsky S-76 Spirit | États-Unis                         | Hélicoptère d'évacuation sanitaire                 |              | 2                                               | 17 S-76 reçut au total |

### Avions d'entrainement
| Photo | Aéronefs                 | Origine    | Type                                     | Versions          | Actifs | Notes |
|       | Aermacchi SF.260TP/MP/WP | Italie     | Avion d'entrainement et d'attaque au sol | SF.260TP/MP/WP/FH | 43     | 25 en versions MP/WP achetés en 1991-1993 et 18 SF-260FH livrés en 2010-2011 |
|       | Cessna T-41 Mescalero    | États-Unis | Avion d'entraînement                     |                   | 29     | La fourniture la plus récente de ce type a lieu le dernier trimestre de 2008, lorsque la Corée du Sud fait don de 15 appareils. Ont été livrés démontés, le dernier le 4 décembre 2008 à la maintenance de la 410e escadre. Tous les avions ont été assemblés, le dernier le 12 février 2009 et ont été inaugurés le 5 mars 2009 |

### Transport VIP (250th Presidential Airlift Wing)
| Photo | Aéronefs        | Origine    | Type                     | Versions | Actifs | Notes                                              |
|       | Hawker 800      | États-Unis | Avion de transport VIP   | 800XP    | 1      | Donné par la SMC en 2022, pour transport VIP       |
|       | Gulfstream G280 | États-Unis | Avion de transport VIP   | G280     | 1      | Livré en septembre 2020, affecté aux transport VIP |
|       | CASA C295       | Espagne    | Avion de transport VIP   | C295M    | 1      | 1 C295M affecté au transport VIP livré en 2019.    |
|       | Bell 412        | Canada     | Hélicoptère de transport | 412EP/HP | 8      | Achetés sous les présidences Ramos et Aquino.      |

### Drones
| Photo | Aéronefs                | Origine    | Type                  | Versions     | Actifs | Notes                                                 |
|       | Boeing ScanEagle        | États-Unis | Drone de surveillance | ScanEagle II | 9 (+8) | 6 reçus en 2018, 8 autres en commande                 |
|       | Elbit System Hermes 450 | Israël     | Drone de surveillance | Hermes 450   | 3      | 3 commandés en 2018, livrés entre fin 2019 et mi 2020 |
|       | Elbit system Hermes 900 | Israël     | Drone de surveillance | Hermes 900   | 9      | 9 commandés en 2018, tous livrés en 2020              |

### Surveillance
| Photo | Aéronefs           | Origine       | Type                           | Versions   | Actifs | Notes |
|       | Cessna 208 Caravan | États-Unis    | Avion de surveillance          | 208B       | 3      | Deux livrés en 2017 et un en 2023. Equipés de caméras WESCAM L3 MX-15 et de systèmes de communications Harris |
|       | ATR 72             | France Israël | Avion de surveillance maritime | ATR 72 MPA | 1 (+1) | 2 avions équipés par IAI-Elta Systems. Le premier est livré fin mai 2025.                                     |

### Défense anti-aérienne
| Photo | Aéronefs                               | Origine | Type             | Versions  | Actifs | Notes                        |
|       | Rafael Advanced Defense Systems SPYDER | Israël  | Missiles sol-air | SPYDER ER | 3      | 3 batteries acquises en 2019 |

### Radars de surveillance
| Aéronefs                                | Origine | Type                           | Versions              | Actifs        | Notes                                          |
| Elta System AD-STAR                     | Israël  | Radar de surveillance aérienne | ELM-2288ER ELM-2106NG | 3 1           | 3 stations fixes et 1 mobile livrées en 2019   |
| Mitsubushi Electric Corp. J/FPS & J/TPS | Japon   | Radar de surveillance aérienne | J/FPS-3ME J/TPS-P14   | 1 (+2) 0 (+1) | 3 stations fixes et 1 mobile commandés en 2020 |

### Anciens appareils majeurs de la Philippine Air Force

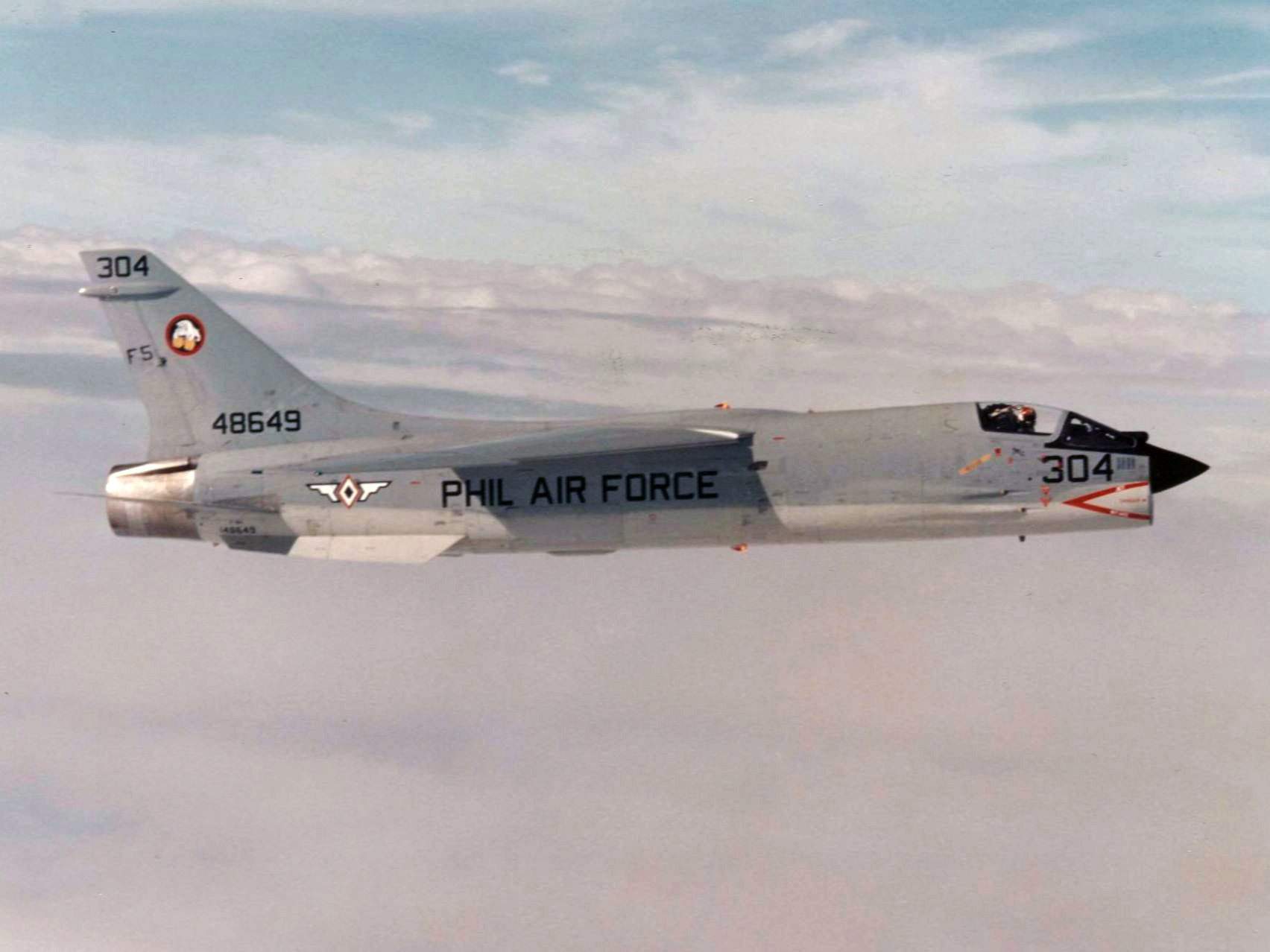
Un Vought F-8 Crusader de la force aérienne des Philippines en vol vers 1978.

| Aéronefs                    | Origines   | Type                     | Versions        | Reçus    | Notes |
| North American OV-10 Bronco | États-Unis | Avion d'attaque au sol   | OV-10A/C/A SLEP | 7        | Obtenue en trois livraisons; la 1re de 24 appareils depuis des stocks de l'USAF a partir de 1991, un second lot de neuf également de l’USAF, la 3e de huit avions depuis la Thaïlande à partir de 2003. Retirés du service le 28 décembre 2024. |
| Bell AH-1 Cobra             | États-Unis | Hélicoptère d'attaque    | AH-1S           | 2        | 2 appareils donnés par la Jordanie et reçus en novembre 2019. Retiré du service le 28 décembre 2024. |
| Bell UH-1 Iroquois          | États-Unis | Hélicoptère de transport | UH-1D/H         | + de 50  | 15 UH-1D sont offerts en 1978, 3 UH-1H en 1997, 10 Bell 205 sont acquis dans les années 1980/90. Les 10 UH-1D survivants, les UH-1H et Bell 205 ont été retirés en 2021 et doivent être remplacés par le S-70 Back Hawk                         |
| Northrop F-5                | États-Unis | chasseur-bombardier      | F-5A F-5B       | 37       | Retiré. Les 10 derniers en service, sur les 37 acquis entre 1967 et 1998, ont été retirés en septembre 2005 |
| Vought F-8 Crusader         | États-Unis | chasseur                 |                 | 35       | Achetés en 1977, 25 remit en était de vol, 10 de réserve. Entreposés le 23 janvier 1988 sur la Basa Air Base. Ils ont souffert de dégâts irréparable lors de l'éruption du mont Pinatubo le 15 juin 1991.                                       |
| North American F-86 Sabre   | États-Unis | chasseur-bombardier      | F-86F F-86D     | 50       | Remplacé par le Northrop F-5A |
| North American P-51 Mustang | États-Unis | chasseur-bombardier      |                 | + de 100 | Chasseur de la PAF dans les années 1950 |
| North American T-28 Trojan  | États-Unis | avion léger d'attaque    |                 | 70       | |
| Beechcraft T-34 Mentor      | États-Unis | avions d'entraînement    |                 | 70       | Remplacé par les SF-260 et OV-10 |
| P-26 Peashooter             | États-Unis | Chasseurs                |                 | 31       | Détruit durant la 2e guerre mondiale |